# Ridder van Toledo
Ridder van Toledo is het zeventiende studioalbum van Stef Bos uit 2019. 

## Nummers
| Nr. | Titel                  | Schrijver(s)                                                                                  | Duur |
| --- | ---------------------- | --------------------------------------------------------------------------------------------- | ---- |
| 1.  | In mijn hoofd          | Theo Olthuis, Stef Bos, Martin de Wagter, René van Mierlo, Steven Cornillie, Lené te Voortwis | 2:45 |
| 2.  | Kameleon               | Stef Bos, Martin de Wagter, René van Mierlo, Steven Cornillie, Lené te Voortwis               | 3:03 |
| 3.  | Appeltaart             | Stef Bos                                                                                      | 4:25 |
| 4.  | Niemand is de baas     | Stef Bos, Martin de Wagter, René van Mierlo, Steven Cornillie, Lené te Voortwis               | 3:07 |
| 5.  | Ridder van Toledo      | Stef Bos                                                                                      | 2:39 |
| 6.  | Mama is morgen van mij | Stef Bos, Françis Wildemeersch                                                                | 2:47 |
| 7.  | Gorilla                | Stef Bos, Martin de Wagter, René van Mierlo, Steven Cornillie, Lené te Voortwis               | 2:29 |
| 8.  | Kus mij wakker         | Stef Bos                                                                                      | 3:19 |
| 9.  | Te laat                | Stef Bos, Martin de Wagter, René van Mierlo, Steven Cornillie, Lené te Voortwis               | 3:19 |
| 10. | Kijk eens wat ik kan   | Stef Bos                                                                                      | 3:14 |
| 11. | De wereld is zo mooi   | Stef Bos, T. Verbraak                                                                         | 3:14 |